# Cantá
Ne doit pas être confondu avec Canta.
Cantá est une ville brésilienne du centre de l'État du Roraima. Sa population était estimée à 11 119 habitants en 2007. La municipalité s'étend sur 7 665 km².